# (7026) 1993 QB1
(7026) 1993 QB1 là một tiểu hành tinh vành đai chính. Nó được phát hiện bởi Eleanor F. Helin ở Đài thiên văn Palomar ở Quận San Diego, California, ngày 19 tháng 8 năm 1993.